# Еддісон Рей
Еддісон Рей Істерлінг (Едісон Рае, нар. 6 жовтня 2000) — американська співачка, інфлуенсер, танцівниця та актриса. У липні 2019 року вона почала активно розміщувати контент на TikTok, де її танцювальні ролики здобули популярність. У серпні 2020 року Рей була названа Forbes найбільш високооплачуваною особистістю TikTok. У березні 2021 року вона випустила свій дебютний сингл «Obsessed». Станом на 2 квітня 2024 року вона зібрала понад 88 мільйон послідовників на TikTok, і займає п'яте місце серед найбільш популярних користувачів на платформі. 

## Раннє життя
Аддісон Рей Істерлінг народилася 6 жовтня 2000 року у християнської пари Монті Лопес та Шері Істерлінг. Вона народилася і виросла в Лафайєті, штат Луїзіана. У Рей є два молодших брати, Енцо Лопес та Лукас Лопес. Батьки Еддісон розлучилися, коли вона була малою; вони знову одружилися у 2017 році Обидва батьки також мають власну присутність у TikTok; Монті має 5 мільйонів послідовників, а Шері — 13 мільйонів.
Аддісон почала танцювати у віці 6 років, і вона відвідувала змагання по всій країні. Перш ніж переїхати до Лос-Анджелеса, щоб продовжити свою кар'єру в TikTok, танцюристка недовго навчалася в Луїзіанському державному університеті (LSU), де восени вивчала спортивне радіомовлення, але потім кинула навчання, коли її послідовники почали стрімко зростати на TikTok.

## Кар'єра
Рей вперше приєдналася до TikTok у липні 2019 року, завантаживши танцювальні відео до популярних пісень на платформі. Вона була частиною Hype House, спільної групи TikTok, з моменту її створення у грудні 2019 року. Лише за кілька місяців Рей зібрала понад мільйон послідовників у TikTok і вирішила залишити LSU у листопаді. «Я знала, що хочу поставитися до цього серйозніше і поширити його на інші платформи. Я завантажила відео на YouTube і стала дуже активною в Instagram». Швидкий успіх Рей привів її до підписання контракту з агентством талантів WME у січні 2020 року разом з її батьками.
У липні Рей співпрацювала з American Eagle у кампанії бренду #AExME Back to School '20, коли бренд зробив свою першу віртуальну фотосесію, яка охоплює знімки Еддісон у її спальні через пандемію. У цьому ж місяці Еддісон у липні 2020 року випустила щотижневий ексклюзивний подкаст для Spotify під назвою «Mama Knows Best», що включає теми, що стосуються їх особистого та кар'єрного життя. Еддісон також запустила власну косметичну лінію Item Beauty, яку вона заснувала разом зі стартапом краси Madeby Collective, де вона буде контролювати більшість продуктів бренду.
Рей зіграла у фільмі «Це все він» — ремейку 2021 року підліткової комедії «Це все вона» 1999 року. Роль Рей була натхненна персонажем Фредді Принца-молодшого, Захарі Сайлера з оригіналу.

## Особисте життя

### Відносини
У жовтні 2020 року Аддісон Рей підтвердила, через різні публікації в соціальних мережах, що у неї були стосунки з Брайсом Холлом. Однак наступного року вони розлучилися.
Рей також була надзвичайно близькою з родиною Кардашян, особливо з Кортні Кардашян, з тих пір, як її запросив Девід Добрік здивувати Мейсона Дісика, сина Кортні, у березні 2020 року Зараз їх часто помічають одне з одним, і Рей часто була присутня на заходах Кардашьян-Дженнер.

### Доходи та благодійність
У серпні 2020 року Forbes опублікував звіт, у якому було виявлено, що Рей за останній рік по червень заробила 5 мільйонів доларів за різні угоди та товари, що зробило її найбільш оплачуваною зіркою TikTok. Успіх Рей в TikTok привів її до співпраці з такими компаніями, як Reebok, L'Oréal, Hollister та American Eagle. У 2020 році Рей пожертвувала свої призові у розмірі 1 мільйона доларів від перемоги на зірковому турнірі Mario Tennis Aces, який називався «Залишайтеся вдома», благодійній організації No Kid Hungry.

## Фільмографія
| Рік  | Заголовок     | Роль           | Примітки  | Ref.   |
| ---- | ------------- | -------------- | --------- | ------ |
| 2018 | Кішка-шпигун  | Розалінда      | Озвучення |        |
| 2021 | Це все він    | Падджетт Сойєр |           | [ 21 ] |
| 2023 | День подяки   | Ґабі           |           |        |
| 2026 | Друзі-тварини |                |           |        |

## Нагороди та номінації
| Рік      | Нагорода                     | Категорія                       | Результат | Ref.   |
| -------- | ---------------------------- | ------------------------------- | --------- | ------ |
| 2020 рік | Нагороди «Вибір народу»      | Соціальна зірка 2020 року       | Номінація | [ 22 ] |
| 2021 рік | Нагороди «Вибір дітей»       | Улюблена жіноча соціальна зірка | Номінація | [ 23 ] |
| 2021 рік | Премії MTV Movie & TV Awards | Проривна соціальна зірка        | Номінація | [ 24 ] |